# Esparreguera
Esparreguera település Spanyolországban, Barcelona tartományban. Lakosainak száma 22 550 fő (2024).

## Földrajza
Esparreguera Abrera, Els Hostalets de Pierola, Collbató, Monistrol de Montserrat, Vacarisses és Olesa de Montserrat községekkel határos.

## Népesség
A település lakosságának változását az alábbi diagram mutatja:
| Lakosok száma | 1134 | 4188 | 5207 | 5301 | 11 287 | 20 163 | 21 855 | 21 685 | 22 251 | 22 550 |
|               | 1717 | 1887 | 1936 | 1960 | 1986   | 2004   | 2009   | 2014   | 2019   | 2024   |